# Holger Strohm

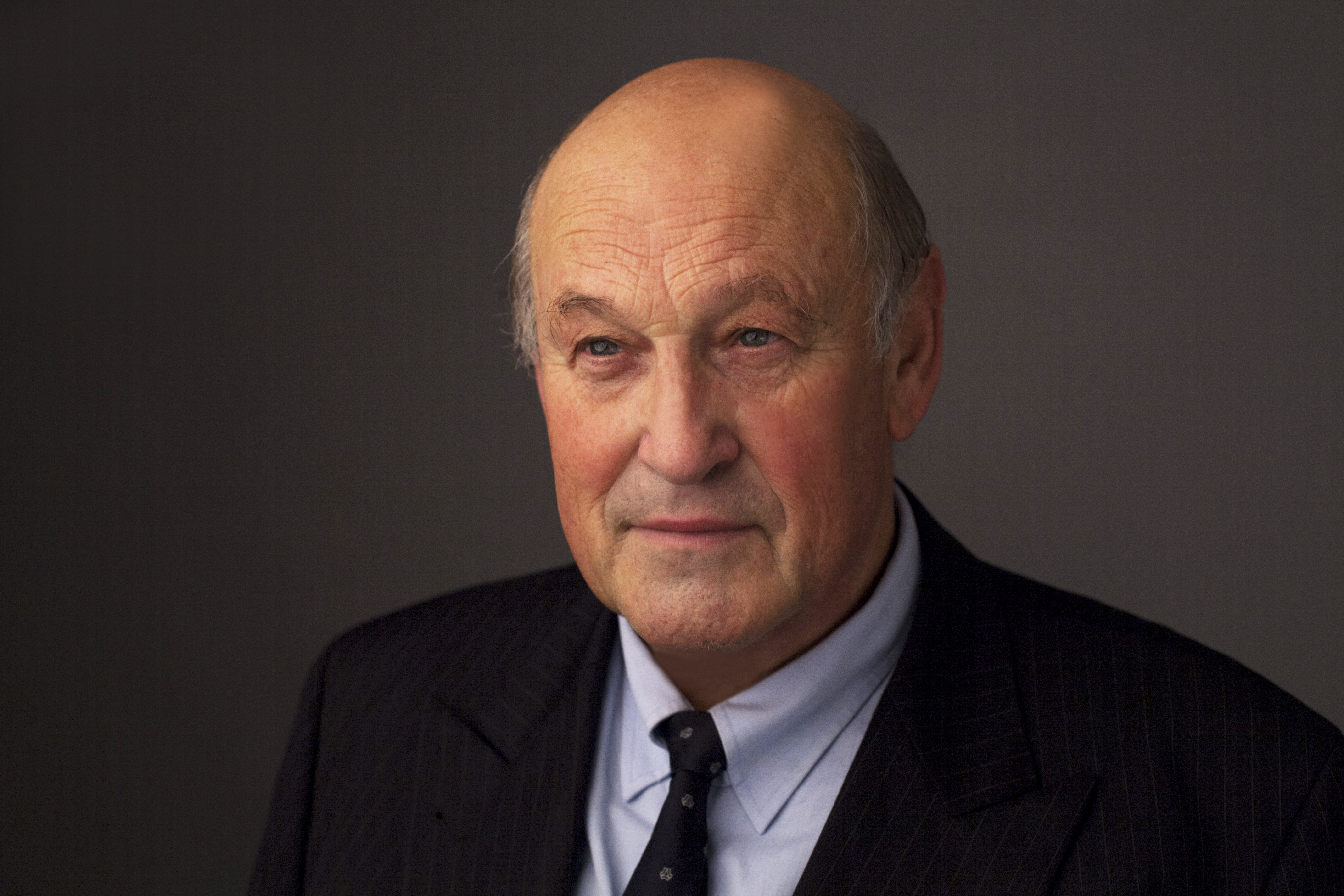
Holger Strohm (2012)

Holger Strohm (* 7. August 1942 in Lübeck) ist ein deutscher Autor, der durch seine Sachbücher zu Gefahren der Kernenergie und zur Sicherheit von Kernkraftwerken bekannt wurde.

## Leben
Strohm studierte Fertigungstechnik in Berlin, Business Administration in Toronto und Göteborg sowie Erziehungswissenschaften an der Universität Hamburg. Er arbeitete als Berufsschullehrer und war in der Industrie als Angestellter und als Organisations- und Industrieberater tätig.
1971 schrieb er mit Friedlich in die Katastrophe sein erstes Buch über die Gefahren der Kernergie. Nachdem es von über 80 Verlagen abgelehnt worden war, veröffentlichte Strohm es zunächst im Privatdruck und dann 1973 im Kleinverlag Association mit einer Auflage von 4000 Stück. Von der 1981 bei Zweitausendeins erschienenen Neuausgabe wurden schnell 130.000 Exemplare verkauft. Die Gesamtauflage der bei Zweitausendeins verlegten Bücher von Strohm beläuft sich auf 640.000. Laut dem Historiker Joachim Radkau war das Buch ein „erheblicher Niveausprung in der bundesdeutschen Kernkraft-Kritik“ und wurde schon bald nach Erscheinen „zu einer Art Bibel der Anti-AKW-Bewegung“.
Ursprünglich war Strohm Mitglied der SPD, aus der er 1978 ausgeschlossen wurde, da er als Spitzenkandidat der Bunten Liste – Wehrt Euch (BuLi) bei den Wahlen zur Hamburgischen Bürgerschaft kandidierte. Hier wandte er sich insbesondere gegen rechte Radikale bei der Grünen Liste Umweltschutz und glaubte auch die kommunistischen Aktivisten „gut verkraften“ zu können. Von der BuLi schied er schließlich im Zorn, nachdem er sich mit seinem Vorschlag einer Europawahlteilnahme nicht gegen den die BuLi dominierenden Kommunistischen Bund hatte durchsetzen können.
Nach der Katastrophe von Tschernobyl lebte er mit seiner Familie zehn Jahre lang in Portugal.
Strohm lebt in Mölln und Portugal.

## Wirken
Strohm ist Autor von rund 40 Büchern. Als Sachverständiger war er 1972 für den Innenausschuss des Deutschen Bundestages tätig. Er ist Träger der Verdienstmedaille des Bundesverdienstordens und Preisträger der internationalen Umweltschutzmedaille.
Da der Erziehungswissenschaftler Peter Struck an der Universität Hamburg seine Promotion nicht betreuen wollte, ging Strohm 2002 an die Universität Bremen zu Johannes Beck, kurz vor dessen Emeritierung. Strohms Promotion von 2007 wurde nach Verfahrensunklarheiten 2012 gerichtlich bestätigt. Die Promotionsurkunde zum Dr. phil. erhielt er am 7. August 2012.
Umweltstaatssekretär Michael Müller schrieb 2008 das Vorwort zu Strohms Buch Gaia weint. Im Herbst 2010 erschien im Sokrates Verlag Das Wunder des Seins und seine Zerstörung, 2011 eine um ein Vorwort von Müller erweiterte Ausgabe von Friedlich in die Katastrophe in der Edition Nautilus und 2012 Neues von der Euro-Mafia beim Kai Homilius Verlag in der Edition Zeitgeschichte ebenfalls mit einem Vorwort von Müller. Letzterer schreibt über Strohm, er „gehört zu denen, die den eigenen Kopf benutzen“ und damit „den anderen Blick“ einnehmen, „den wir brauchen, um im Dickicht der Interessen und Ideologien bessere Einsichten zu bekommen.“
Strohm ist Anhänger von Chemtrails-Verschwörungstheorien. Seine Schriften zu diesem Thema wurden von etablierten Verlagsanstalten abgelehnt oder ignoriert. Strohm gründete daraufhin den Eigenverlag Wider die Zensur.
Nach Strohms Meinung stammt AIDS aus amerikanischen Forschungslabors. Auch hätten die Vereinigten Staaten das Wetter in Nordkorea manipuliert und seien damit für die dortige Hungersnot verantwortlich. Zudem behauptet Strohm, in Berlin bestehe seit 1985 eine „Reichsregierung“, die eigene Pässe ausstelle und dem amerikanischen Präsidenten unterstehe.
Im September 2012 wurde der von Strohm produzierte Dokumentarfilm Friedlich in die Katastrophe von Marcin El im Abaton-Kino Hamburg erstmals aufgeführt. Der Film fand keinen Verleih, wurde aber in vielen deutschen Städten gezeigt und auf DVD veröffentlicht.

## Kontroversen
2012 gab Strohm dem NPD-nahen Magazin Umwelt & Aktiv ein Interview. Andreas Speit kritisierte Strohm für das Gespräch mit den Neonazis, mit dem er dem Magazin bei der Etablierung über die Szenegrenze hinweg helfe.
Im Dezember 2015 erschien ein in der Projektwerkstatt Saasen erstellter Film mit einer kritischen Biografie zu Holger Strohm unter dem Titel „Empörung und Verschwörung – Porträt einer Person auf dem Weg in rechte Ideologien“. Eine Klage Strohms gegen den Film wurde im Februar 2015 vom Landgericht Hamburg zurückgewiesen.

## Veröffentlichungen
- Umweltsch(m)utz. Melzer, Darmstadt 1972; Verlag Association, Hamburg 1977, ISBN 3-88032-059-4
- Ökologie ganz einfach. Melzer, Darmstadt 1973, ISBN 3-7874-0010-9
- Friedlich in die Katastrophe. Eine Dokumentation über Atomkraftwerke. Edition Nautilus, Hamburg 2011. Aktuelles Vorwort von Michael Müller, ISBN 978-3-89401-748-4 Erstauflage: Verlag Association, Hamburg 1973, ISBN 3-88032-030-6; erweiterte neue Ausgabe: Zweitausendeins, Frankfurt 1981,
- (Hrsg.): Der Umweltschutzreport. Melzer, Darmstadt 1973, ISBN 3-7874-0002-8
- Materialiensammlung zur Gefährdung der Bevölkerung durch Atomkraftwerke. Verlag Association, Hamburg 1975, ISBN 3-88032-000-4
- (Hrsg.): Das Risiko Kernenergie. Verlag Association, Hamburg 1975, ISBN 3-88032-034-9
- (Hrsg.): Biologische Schäden durch Atomkraftwerke und energiereiche Strahlen.  Verlag Association, Hamburg 1976, ISBN 3-88032-036-5
- (Hrsg.): Stadt- und Verkehrsprobleme. Zur Habitat-Konferenz der UNO. Verlag Association, Hamburg 1976, ISBN 3-88032-041-1
- (Hrsg.): Schnelle Brüter und Wiederaufbereitungsanlagen. Verlag Association, Hamburg 1977, ISBN 3-88032-048-9
- Erziehung zum Umweltschutz. Arbeitsmaterialien für Lehrer und Studenten. Verlag Association, Hamburg 1977, ISBN 3-88032-052-7
- (Hrsg.): Genmanipulation und Drogenmissbrauch. Verlag Association, Hamburg 1977, ISBN 3-88032-069-1
- (Hrsg.): Umweltschutz in der VR China. Verlag Association, Hamburg 1978, ISBN 3-88032-057-8
- (Hrsg.): Atomenergie und Arbeitsplätze. Verlag Association, Hamburg 1978, ISBN 3-88032-073-X
- Politische Ökologie. Arbeitsmaterialien und Lernmodelle für Unterricht und Aktion. Rowohlt, Reinbek 1979, ISBN 3-499-17085-X
- Natur kaputt? Ein Umwelt-Buch. Rowohlt, Reinbek 1980, ISBN 3-499-20256-5; vollständig überarbeitete und erweiterte Neuausgabe ebd. 1992, ISBN 3-499-20643-9
- Was Sie nach der Reaktorkatastrophe wissen müssen. Zweitausendeins, Frankfurt 1986
- (Hrsg.): Warum auch geringe Radioaktivität lebensgefährlich ist. Zweitausendeins, Frankfurt 1986
- Wie unsere Gene bestrahlt, beschädigt und manipuliert werden. Zweitausendeins, Frankfurt 1986
- mit Verena S. Rottmann: Was Sie gegen Mikrozensus und Volkszählung tun können. Zweitausendeins, Frankfurt 1986
- AIDS. Die Ansteckung. Was Sie alles über Aids wissen müssen. Rowohlt, Reinbek 1987, ISBN 3-498-06221-2
- mit Jim Faulkner & Marilyn Grein-Clifford: Countdown? Grundkurse, Leistungskurse. 2 Bände. Langenscheidt-Longman, München 1987, ISBN 3-526-50352-4
- Die stille Katastrophe. Zweitausendeins, Frankfurt 1999, ISBN 3-86150-321-2
- Unmensch Mensch oder Die Philosophie des Seins und des Bösen. Wider die Zensur, Mölln 2003
- Interviews mit Holger Strohm in der portugiesischen Presse. Wider die Zensur, Mölln 2006
- Lehrergewalt – ein Tabuthema. In: Raum & Zeit 146/2007 (PDF; 654 KB)
- Gaia weint. Wider die Zensur, Mölln 2008
- Das Wunder des Seins und seine Zerstörung. Sokrates, München 2010, ISBN 978-3-9812912-0-9
- Bankenmafia. Schild Verlag, Elbingen 2012, ISBN 978-3-86994-026-7
- Neues von der Euro-Mafia. Kai Homilius Verlag, Berlin 2012, ISBN 978-3-89706-825-4
- Lehrergewalt und strukturelle Gewalt an Schulen. Schild Verlag, Elbingen 2013, ISBN 978-3-86994-034-2
- WahnsinnsArtikel. Schild, Elbingen 2015, ISBN 978-3-86994-045-8
- Asyl. Schild Verlag, Elbingen 2016, ISBN 978-3-86994-046-5
- Demokratie in Gefahr: Was ist aus Deutschland geworden? Schild Verlag, Elbingen 2017, ISBN 978-3-86994-050-2
- Ich habe Krebs – Was nun? Schild Verlag, Elbingen 2021, ISBN 978-3-86994-054-0
- 50 Fragen an Holger Strohm, Schild Verlag, Elbingen 2023, ISBN 978-3-86994-056-4

## Film
- Friedlich in die Katastrophe. Dokumentarfilm von Marcin El, D 2012 (120 min.). Sprecher: Eva Mattes und Gunter Schoss, Produktion: Holger Strohm[13]